# شارل الأصلع

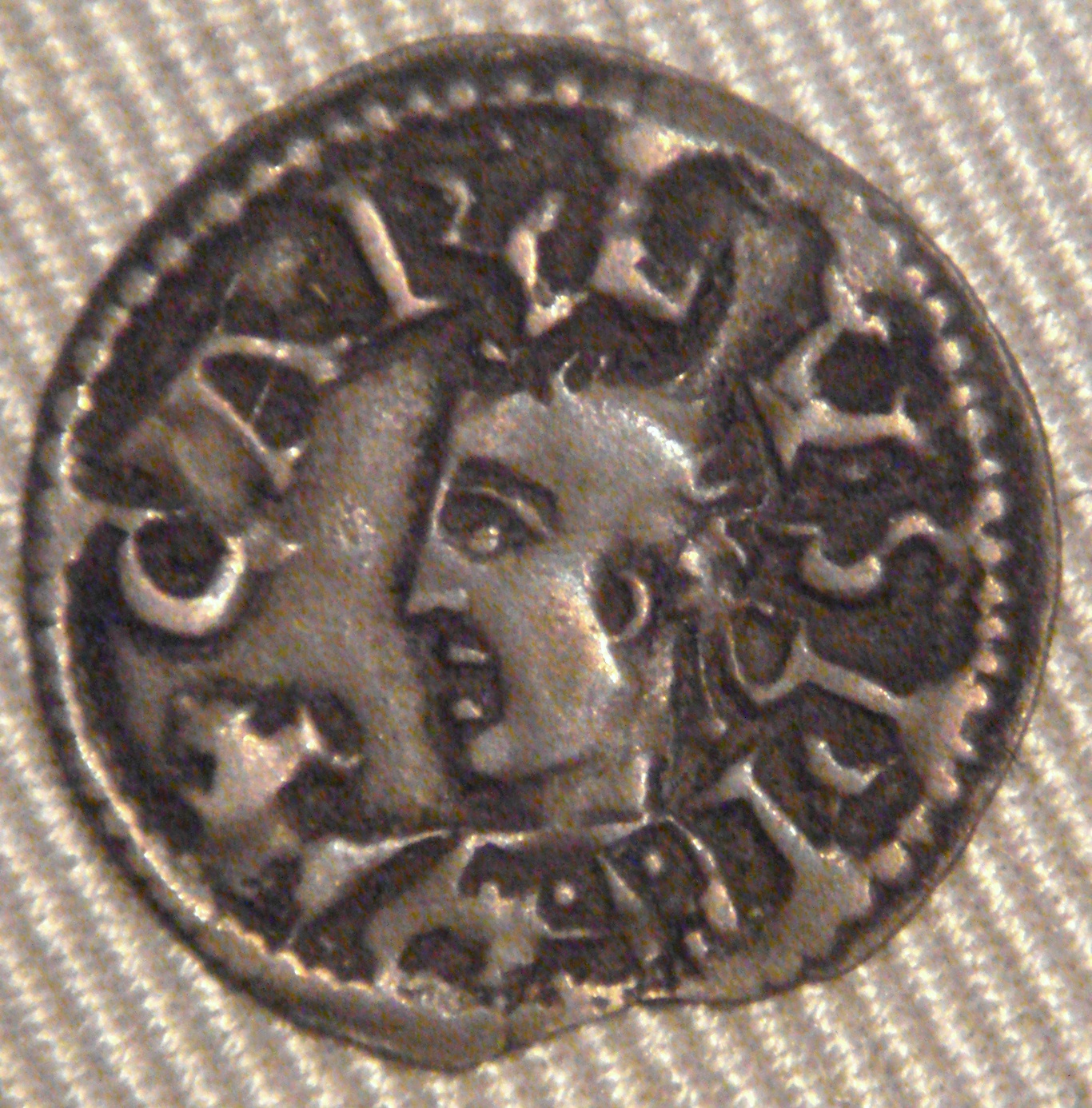
شارل الأصلع.

شارل الأصلع (13 يونيو 823 - 6 أكتوبر 877)، الإمبراطور الروماني المقدس (875-877 باسم كارل الثاني)، وملك فرانسيا الغربية (840-877، باسم شارل الثاني حيث حدود أرضه حددتها معاهدة فردان 843) والابن الأصغر للإمبراطور لويس الورع من زوجته جوديث الثانية.

## الصراع ضد شقيقيه
ولد كارل الأصلع في 23 يونيو من عام 823 في فرانكفورت، في الوقت الذي كان شقيقاه الأكبر سنًا قد بلغا مسبقًا سن الرشد وأوكل لهما والدهما الرين الخاصة بهما، أو الممالك الفرعية. باءت بالفشل محاولات لويس الأول بأن يخصص لكارل مملكة فرعية، أولًا ألامانيا ومن ثم مقاطعة تقع بين نهر ميوس وجبل ألبرانس (في عام 832، بعد صعود بيبين الأول دوق أكويتين). وجعلت التسويات العديدة لوثر الأول وبيبين المتمردين، وأيضًا مع شقيقهما لودفيش الجرماني ملك بافاريا، حصة كارل في أكويتين وإيطاليا مؤقتة فحسب، إلا أن والده لم يستسلم وجعل كارل وريثًا لكامل الأرض التي كانت في السابق بلاد الغال. خلال اجتماع تداولي في آخن في عام 837، أنبأ لويس الأول النبلاء بأن يبايعوا كارل كوريث له. توفي بيبين دوق أكوينتين في عام 838، وأخيرًا نال كارل عندئذ تلك المملكة، الأمر الذي أثار غضب ورثة بيبين ونبلاء أكوينتين. 
أفضت وفاة الإمبراطور في عام 840 إلى اندلاع حرب بين الأبناء. تحالف كارل مع شقيقه لودفيش الجرماني لمقاومة ادعاءات الإمبراطور الجديد لوثر الأول، وهزم الحليفان لوثر في معركة فونتينوي أون بويساي في 25 يونيو من عام 841. في السنة التالية، أكد الشقيقان تحالفهما من خلال قسم ستراسبورغ الشهير. وضعت معاهدة فيردان في شهر أغسطس من عام 843 نهاية للحرب. ومنحت التسوية كارل الأصلع مملكة الفرنجة الغربية، التي كان يحكمها حتى تلك اللحظة والتي هي اليوم فرنسا من الناحية الفعلية، حتى أنهار ميوس وساون ورون، إضافة إلى الثغر الإسباني وصولًا إلى إبرو. نال لويس الجزء الشرقي من الإمبراطورية الكارولنجية، التي عرفت باسم مملكة الفرنجة الشرقية ولاحقًا بألمانيا. احتفظ لوثر باللقب الإمبراطوري ومملكة إيطاليا. ونال أيضًا الأقاليم المركزية من فلاندر حتى الراينلاند وبورغوندي كملك لمملكة الفرنجة الوسطى.

## الحكم في الغرب
بعد مرور فترة قصيرة على توقيع معاهدة فيردان، ذهب كارل في حملة فاشلة ضد برطانية، التي وقع عند عودته منها معاهدة كولاين مع طبقة النبلاء والرجال الدين الذين كانوا تحت سلطته. بعد ذلك، كانت السنوات الأولى من حكمه، حتى وفاة لوثر الأول في عام 855، سلمية نسبيًا. خلال تلك السنوات تابع الأشقاء الثلاثة تبنيهم لنظام «حكومة الأخويات»، واجتمعوا مرارًا مع بعضهم بعضًا، في كوبلنز (عام 848) وفي ميرسين (عام 851) وفي أتيغني (عام 854). في عام 858، شن لودفيش الجرماني، بعد تشجيع من قبل النبلاء المستائين الراغبين بالإطاحة بكارل، غزوًا ضد مملكة الفرنجة الغربية. كانت شعبية كارل منخفضة إلى درجة أنه لم يتمكن من حشد جيش، وفر إلى بورغوندي. ولم ينقذه إلا دعم الأساقفة، الذين رفضوا تتويج لودفيش الجرماني ملكًا، وولاء أسرة فلف الأكبر الذين كانت تربطهم قرابة بوالدته، جوديث. في عام 860، حاول كارل بدوره أن يستولي على مملكة ابن أخيه، كارل ملك بروفنس، إلا أن الأخير تمكن من صده. عند وفاة ابن أخيه لوثر الثاني في عام 869، حاول كارل أن يستولي على ممالك لوثر عبر تعيين نفسه ملكًا على لوثارينجيا ومتز، إلا أنه أجبر على بدء مفاوضات حين وجد لويس دعمًا بين أتباع لوثر السابقين. كانت لوثارينجيا مقسمة بين كارل ولويس في معاهدة ميرسين الوليدة (عام 870).
إلى جانب الخصومات الأسرية، كان على كارل أن يصارع ضد تمردات عديدة في أكويتين وضد برطانية. ومع قيادة زعمائهم نومينو وإيرسبو، اللذان هزما الملك في معركة بالون (عام 845) ومعركة جينغلاند (851)، نجحت برطانية في الحصول على استقلال أمر واقع. وخاض كارل أيضًا حربًا ضد الفايكينغ الذين دمروا البلاد في الشمال ووديان نهري السين ولوار، ووصولًا إلى حدود أكويتين. ومع حصار الفايكينغ الناجح لباريس ونهبهم لها في عام 845 وبعد ذلك بمرات عديدة أرغم كارل على القبول بانسحابهم لقاء ثمن باهظ. قاد كارل العديد من الحملات ضد الغزاة، وبموجب مرسوم بيستريس لعام 864 جعل الجيش أكثر قدرة على التنقل من خلال تزويده بعنصر سلاح الفرسان الذي كان سلف الفرسان الفرنسيين الذين سيكونون ذائعي الصيت خلال السنوات ال 600 التالية. وبموجب المرسوم نفسه، أمر كارل ببناء جسور محصنة عند كل الأنهار لإعاقة توغل الفايكينغ. أنقذ اثنان من هذه الجسور المدينة خلال حصارها في عامي 885 و886. ودخل كارل في علاقات دبلوماسية مع إمارة قرطبة، وحصل على جمال من الأمير محمد الأول في عام 865. منذ الستينيات من القرن التاسع، أصبح قصر كومبيين مركزًا متزايد الأهمية لكارل وأسس ديرًا هناك في عام 876. في القرن العاشر كانت كومبيين تعرف ب «كارلوبوليس» نظرًا إلى ارتباطها بكارل.

## الحكم كإمبراطور
في عام 875، بعد وفاة الإمبراطور لويس الثاني (ابن أخيه غير الشقيق لوثر)، سافر كارل الأصلع، بعد دعم من قبل البابا يوحنا الثامن، إلى إيطاليا وتلقى التاج الإمبراطوري في بافيا والشارة الإمبراطورية في روما في 25 من شهر ديسمبر. وبصفته إمبراطورًا، دمج كارل الشعارات التي استخدمت من قبل جده ووالده في صيغة موحدة: رينوفاتيو إمبيري روماني إيه فرانكوروم، (تجديد إمبراطورية الرومان والفرنجة) وظهرت هذه الكلمات على ختمه. 
انتقم لودفيش الجرماني، الذي كان مرشحًا أيضًا لخلافة لويس الثاني، لنفسه بغزو ممالك كارل وتدميرها، وتوجب على كارل الإسراع بالعودة إلى مملكة الفرنجة الغربية. بعد وفاة لودفيش الجرماني (28 من شهر أغسطس من عام 876)، حاول كارل بدوره الاستيلاء على مملكة لويس، إلا أنه تعرض لهزيمة كاسحة في معركة أندرناخ في 8 من شهر أكتوبر من عام 876.

## روابط خارجية
- شارل الأصلع على موقع الموسوعة البريطانية (الإنجليزية)
- شارل الأصلع على موقع إن إن دي بي (الإنجليزية)